# Ossaea verrucosa
Ossaea verrucosa är en tvåhjärtbladig växtart som först beskrevs av August Heinrich Rudolf Grisebach, och fick sitt nu gällande namn av Manuel Gómez de la Maza y Jiménez. Ossaea verrucosa ingår i släktet Ossaea och familjen Melastomataceae. Inga underarter finns listade i Catalogue of Life.